# Pishchana
Pishchana (en ucraniano: Піщана) es un pueblo ucraniano perteneciente al óblast de Odesa. Situado en el suroeste del país, es parte del raión de Podilsk y centro del municipio (hromada) homónimo.

## Toponimia
El nombre del asentamiento en ruso es Peschánaya (en ruso: Песчаная).

## Geografía
El pueblo está situado a orillas del río Savran, 27 km al norte de Balta y unos 250 km al norte de Odesa. La ciudad de Uman, ubicada en el óblast de Cherkasy, está a 95 km al noreste del pueblo.

## Historia
El origen del pueblo se remonta a la segunda mitad del siglo XVI, cuando los campesinos reasentados por Polonia desde la región histórica de Brazlavshchina en el este de Podolia se establecieron en una isla en el río Savranka después de fundar el pueblo de Peschánoye (en ruso: Песчаное) y en el marge derecha del río surgió el pueblo de Tsurkanovka (en ruso: Цуркановка). En la primera mitad del siglo XVII, los dos pueblos se fusionaron para formar un asentamiento llamado Pishchana. En 1846 la ciudad recibió el estatus de ciudad pequeña y se convirtió en un centro de vólost en el uyezd de Balta. 
En las décadas de 1930 y 1950, el pueblo de Pishchana era el centro del distrito de Pishchana de la República Socialista Soviética Autónoma de Moldavia. 

## Demografía
La evolución de la población de Pishchana entre 1989 y 2001 fue la siguiente:
| 3671                                                          | 3234 |
| (Fuente: Cities & Towns of Ukraine y UKRAINE: Größere Städte) |      |

Según el censo de 2001, la lengua materna de la mayoría de los habitantes, el 94,81%, es el ucraniano; del 3,57% es el ruso; y el rumano, del 1,62%.

## Infraestructura

### Transporte
En el pueblo se cruzan las carreteras comarcales P-71 y P-54.